# Lookout Mountain (Georgia)
Lookout Mountain es un pueblo ubicado en el condado de Walker en el estado estadounidense de Georgia. En el censo de 2000, su población era de 1.617.

## Demografía
En el 2000 la renta per cápita promedia del hogar era de $62,045, y el ingreso promedio para una familia era de $76,580. El ingreso per cápita para la localidad era de $31,227. Los hombres tenían un ingreso per cápita de $52,071 contra $30,962 para las mujeres.

## Geografía
Lookout Mountain se encuentra ubicado en las coordenadas 34°58′31″N 85°21′17″O / 34.97528, -85.35472 (34.975307, -85.354826).
Según la Oficina del Censo, la localidad tiene un área total de 6,9 km² (2,7 mi²), de la cual 6,9 km² (2,7 mi²) es tierra y 0 km² (0 mi²) (0.00%) es agua.